# Герб Заполярного
Герб муниципального образования город Заполя́рный Печенгского района Мурманской области Российской Федерации.

## Описание герба и его символики
«Герб муниципального образования г. Заполярный выполнен в виде французского геральдического щита, основное поле которого разделено на четыре части. В левой верхней части на голубом фоне изображено северное сияние, в нижней на белом фоне — красный рябиновый лист, символы отражающие географическое положение города и природные особенности района.
В правой верхней части герба на белом фоне изображены две пересекающиеся серебряные ядерные орбиты, символизирующие науку и открытия; в нижней правой части на голубом фоне — белые латинские буквы Ni, обозначающие никель — основной металл, добываемый градообразующим предприятием города. Вся композиция объединена равномерным серебряным контуром».
В левой, «природной» части герба изображены два главных символа, которые стали основой флага и эмблемы или фирменного знака города. Северное сияние на синем фоне — классический образ полярной ночи, изобразительно объединяющий многие города заполярного края, начиная с флага и герба Мурманска.
Рябиновый лист — характерный представитель северного леса, особенно заметный в яркую осеннюю пору. Именно этот элемент герба, Флага и всего фирменного стиля муниципального образования города Заполярный выгодно отличает его от других типичных и часто встречающихся символов в области (вода, волны, рыба, корабли, якоря, северное сияние, сопки, животные). Красный цвет, простая симметричная форма листа концентрируют на себе внимание и несут положительные эмоции. Белый фон ассоциируется с чистым снегом северных просторов и сопками, соединёнными на горизонте с полоской синего неба.
В правой части герба изображены символы отражающие деятельность человека — добываемый в районе основной металл НИКЕЛЬ и две пересекающиеся серебряные ядерные орбиты, традиционно символизирующие науку и открытия. Именно этот знак прочно ассоциируется с ЗАПОЛЯРНЫМ у жителей и гостей района. Установленный на въезде в город, он логично стал одним из символов, использованных в гербе.

## История герба

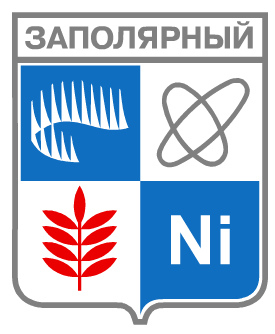
Герб 2007—2008 гг.

Герб г. Заполярного был разработан студией Ильи Соколова в 1996 году.
Герб утверждён 20 апреля 2007 года решением № 111/26-07 Совета депутатов муниципального образования г. Заполярный.
25 сентября 2008 года Совет депутатов муниципального образования г. Заполярный Печенгского района внёс изменение в герб и его описание, убрав из «верхнего горизонтального поля герба — серебряную надпись ЗАПОЛЯРНЫЙ».
Герб города Заполярный и его описание имеет ряд геральдических ошибок. Герб в Государственный геральдический регистр Российской Федерации не внесён.